# Società Polisportiva Ars et Labor 1937-1938
Questa pagina raccoglie le informazioni riguardanti la Società Polisportiva Ars et Labor nelle competizioni ufficiali della stagione 1937-1938.

## Stagione
Paolo Mazza getta le fondamenta della riscossa biancazzurra, raccoglierne i frutti tocca ad Euro Riparbelli: il tecnico toscano è ingaggiato dal giovane ed ambizioso presidente Angelo Vissoli.
Il pubblico ferrarese riaffluisce in massa allo stadio e torna ad ammirare una squadra "rullo compressore" che in casa ottiene quattordici vittorie e un solo pareggio col Treviso. Torna alla SPAL il bomber degli anni '20 Mario Romani, che realizzerà 9 reti unite alle 10 realizzazioni di Trebbi e alle 14 di Poggipollini. La strada sarà quindi spianata per il ritorno in Serie B: la SPAL vince il girone A del campionato nazionale di Serie C con 45 punti in classifica, davanti al Vicenza a quota 40.

## Rosa
| N. |                   | Ruolo | Calciatore           |
| -- | ----------------- | ----- | -------------------- |
|    | Italia (bandiera) | P     | Antonio Cazzanelli   |
|    | Italia (bandiera) | P     | Marino Zagagnoni     |
|    | Italia (bandiera) | D     | Arturo Boniforti     |
|    | Italia (bandiera) | D     | Ermelindo D'Agostini |
|    | Italia (bandiera) | D     | Vittorio Pasti       |
|    | Italia (bandiera) | D     | Primo Piva           |
|    | Italia (bandiera) | C     | Francesco Bergonzoni |
|    | Italia (bandiera) | C     | Bruno Bertacchini    |
|    | Italia (bandiera) | C     | Alcide Dalla Fina    |
|    | Italia (bandiera) | C     | Allegro Facchini     |

| N. |                   | Ruolo | Calciatore           |
| -- | ----------------- | ----- | -------------------- |
|    | Italia (bandiera) | C     | Alessandro Raule     |
|    | Italia (bandiera) | C     | Osvaldo Trebbi       |
|    | Italia (bandiera) | C     | Edmondo Vitali       |
|    | Italia (bandiera) | A     | Nello De Lorenzi     |
|    | Italia (bandiera) | A     | Arrigo Fibbi         |
|    | Italia (bandiera) | A     | Ermanno Poggipollini |
|    | Italia (bandiera) | A     | Mario Romani         |
|    | Italia (bandiera) | A     | Aroldo Tassinari     |
|    | Italia (bandiera) | A     | Giovanni Villotti    |
|    | Italia (bandiera) | A     | Aurelio Zennaro      |

## Risultati

### Serie C

#### Girone di andata
| Carpi 26 settembre 1937 1ª giornata | Carpi             | 0 – 0 | SPAL | Polisportivo Comunale\| Arbitro: \| Coletti (Treviso) \| |
| Arbitro:                            | Coletti (Treviso) |       |      |                                                          |

| Arbitro: | Cianci (Ancona) |

|                                                                         |           |  |
| Poggipollini 27’ Romani 60’ Fibbi 67’ Facchini 69’ Boniforti 72’ (rig.) | Marcatori |  |

| Arbitro: | Neri (Vicenza) |

|                                |           |              |
| Gregar 20’ Volk 40’ Sepich 87’ | Marcatori | 14’ Facchini |

| Arbitro: | Marini (Verona) |

|            |           |  |
| Romani 32’ | Marcatori |  |

| Arbitro: | Bertone (Torino) |

|             |           |  |
| Pernigo 53’ | Marcatori |  |

| Ferrara 7 novembre 1937 6ª giornata | SPAL              | 0 – 0 | Treviso | Campo Littorio\| Arbitro: \| Candela (Firenze) \| |
| Arbitro:                            | Candela (Firenze) |       |         |                                                   |

| Arbitro: | Leoni (Milano) |

|  |           |                         |
|  | Marcatori | 26’ Facchini 36’ Trebbi |

| Arbitro: | De Benedictis (Padova) |

|               |           |  |
| Boniforti 51’ | Marcatori |  |

| Arbitro: | Camisasca (Milano) |

|           |           |  |
| Mirra 42’ | Marcatori |  |

| Arbitro: | Goracci (Firenze) |

|                                                                     |           |  |
| Poggipollini 52’ Romani 61’ Trebbi 66’ Tassinari 77’, 81’ Fibbi 82’ | Marcatori |  |

| Arbitro: | Tagliapietra (Padova) |

|                |           |                                            |
| Bentivogli 48’ | Marcatori | 2’ Poggipollini 5’ Tassinari 42’ Boniforti |

| Arbitro: | Pirovano (Monza) |

|          |           |                          |
| Buin 57’ | Marcatori | 32’ Romani 49’ Tassinari |

| Arbitro: | Leoni (Milano) |

|                         |           |             |
| Tassinari 4’ Romani 43’ | Marcatori | 90’ Mazzoli |

| Arbitro: | Cianci (Ancona) |

|                                                      |           |                               |
| Romani 6’ Poggipollini 22’, 71’ Trebbi 55’ Fibbi 57’ | Marcatori | 37’ Leder 43’ (rig.) Menti II |

| Arbitro: | Cardinali (Milano) |

|  |           |                         |
|  | Marcatori | 35’ Trebbi 89’ Villotti |

#### Girone di ritorno
| Arbitro: | D'Agostino (P.S.Giorgio) |

|                                                    |           |              |
| Poggipollini 15’, 67’ Trebbi 19’, 30’ Villotti 88’ | Marcatori | 28’ Sterneri |

| Arbitro: | Gnocchini (Ancona) |

|  |           |            |
|  | Marcatori | 67’ Romani |

| Arbitro: | Catalucci (Firenze) |

|                             |           |  |
| Zennaro 1’ Poggipollini 72’ | Marcatori |  |

| Rovigo 20 febbraio 1938 19ª giornata | Rovigo          | 0 – 0 | SPAL | Campo Sportivo\| Arbitro: \| Mattea (Torino) \| |
| Arbitro:                             | Mattea (Torino) |       |      |                                                 |

| Arbitro: | Giambone (Venezia) |

|                       |           |  |
| Zennaro 1’ Romani 43’ | Marcatori |  |

| Arbitro: | Pirovano (Monza) |

|                     |           |  |
| Visentin 89’ (rig.) | Marcatori |  |

| Arbitro: | Camisasca (Milano) |

|                             |           |                 |
| Poggipollini 43’ Trebbi 67’ | Marcatori | 71’ Abatematteo |

| Arbitro: | Leoni (Milano) |

|              |           |                  |
| Bottazzi 41’ | Marcatori | 68’ Poggipollini |

| Arbitro: | Giambone (Venezia) |

|            |           |  |
| Trebbi 51’ | Marcatori |  |

| Arbitro: | Pizziolo (Firenze) |

|                          |           |                  |
| Paulin 55’ Ciuffarin 81’ | Marcatori | 75’ Poggipollini |

| Arbitro: | Mocchi (Milano) |

|                                                  |           |            |
| Romani 29’ Zennaro 67’ Fibbi 70’ Trebbi 73’, 89’ | Marcatori | 1’ Spadoni |

| Arbitro: | Gorini (Milano) |

|                |           |  |
| Bergonzoni 61’ | Marcatori |  |

| Trieste 24 aprile 1938 28ª giornata | Ponziana           | 0 – 0 | SPAL | Campo Ponziana\| Arbitro: \| Gnocchini (Ancona) \| |
| Arbitro:                            | Gnocchini (Ancona) |       |      |                                                    |

| Arbitro: | Scotto (Savona) |

|  |           |                  |
|  | Marcatori | 20’ Poggipollini |

| Arbitro: | Zambotto (Padova) |

|                                                |           |  |
| Poggipollini 5’, 42’ Fibbi 22’ Vitali 40’, 72’ | Marcatori |  |